# GAU-8/A Avenger
GAU-8/A Avenger – napędzana hydraulicznie amerykańska armata automatyczna systemu Gatlinga skonstruowana w latach 70. przez General Electric. Stanowi główne uzbrojenie samolotu szturmowego A-10, GAU-8/A jest także wykorzystywany w holenderskim zestawie obrony bezpośredniej Goalkeeper.
ZSRR w odpowiedzi na skonstruowanie działka GAU-8 skonstruował działko GSz-6-30.

## Specyfikacje
Samo działko GAU-8 waży 280 kg, ale kompletna broń z systemem podawania i bębnem waży 1828 kg. Siła potrzebna do działania działka zapewniona jest przez podwójne silniki hydrauliczne pod ciśnieniem wytwarzanym w dwóch niezależnych układach hydraulicznych. Magazyn może pomieścić 1174 naboi, chociaż typowy ładunek to 1150. Prędkość wylotowa podczas wystrzeliwania pocisków przeciwpancernych wynosi 1013 m/s, prawie tyle samo, co znacznie lżejszy pocisk z działka M61 Vulcan o średnicy 20 mm, co daje temu działku energię wylotową na poziomie 200 kilodżuli.
Innowacją w konstrukcji działka GAU-8 / A jest zastosowanie komory zamkowej odlewanej ze stopu aluminium zamiast tradycyjnej stali lub mosiądzu. Samo to dodaje 30% do pojemności amunicji dla danej wagi. Prowadnice amunicyjne są zrobione z plastiku w celu zaoszczędzenia wagi. Pociski mają długość 290 mm i ważą 0,69 kg lub więcej.
Szybkostrzelność działka była pierwotnie ustawiona na 2100 pocisków na minutę w niskim ustawieniu lub 4200 pocisków na minutę w wysokich ustawieniach. Później zmieniono to na stałą szybkostrzelność 3900 strzałów na minutę. W praktyce działko jest ograniczone do jedno- lub dwusekundowych serii, aby uniknąć przegrzania i zbyt szybkiego zużycia amunicji. Żywotność działka jest również ważnym czynnikiem, ponieważ USAF określił minimalną żywotność na co najmniej 20 000 strzałów dla każdego zestawu luf. Nie ma ograniczeń technicznych dotyczących długości serii, a pilot może potencjalnie wystrzelić cały ładunek amunicji w jednej serii bez uszkodzenia lub złego wpływu na sam system broni. Jednak znacznie skróci to żywotność działka, wymagać będzie dodatkowej kontroli działka i spowoduje krótsze odstępy między wymianami.
System podawania amunicji w GAU-8 / A jest beztaśmowy, zmniejsza to szansę na zablokowanie się działka. System podawania jest zapętlony, co pozwala na ponowne wykorzystanie zużytych osłon z powrotem do bębna amunicyjnego zamiast wyrzucenia z samolotu, co wymagałoby znacznej siły, aby wyeliminować potencjalne uszkodzenia samolotu.System podawania oparty jest na tym opracowanym dla późniejszych instalacji M61, ale wykorzystuje bardziej zaawansowane techniki projektowania i materiały w całym procesie produkcji, aby zaoszczędzić na wadze.

### Odrzut
Średnia siła odrzutu GAU-8/A wynosi 10 000 funtów (45 kN), czyli nieco więcej niż wydajność każdego z dwóch silników TF-34 używanych w samolotach A-10 (9065 funtów tj. 40,3 kN). Siła odrzutu jest znacząca, w praktyce jednak ostrzał z armaty spowalnia samolot tylko o kilka kilometrów na godzinę w locie poziomym.
GAU-8 stanowi około 16% masy własnej samolotu A-10. Ponieważ działo odgrywa znaczącą rolę w utrzymaniu równowagi i środka ciężkości A-10, GAU-8 musi być przed każdym lotem samolotu podwieszony w celu zapobieżenia wywróceniu się samolotu do tyłu.

## Amunicja
- Dokładność: 80% pocisków wystrzelonych na odległość 1200 m trafiło w okrąg o średnicy 12 m.
- Stosowana amunicja:
  - PGU-14 / B API
  - PGU-13 / B HEI
  - PGU-15 / B TP (amunicja treningowa).
- Penetracja pancerza amunicją przeciwpancerno-zapalającą, kąt natarcia 30° od pionu:[11]
  - 76 mm na 300 metrach
  - 69 mm na 600 metrach
  - 64 mm na 800 metrach
  - 59 mm na 1000 metrach
  - 55 mm na 1220 metrach

## Galeria

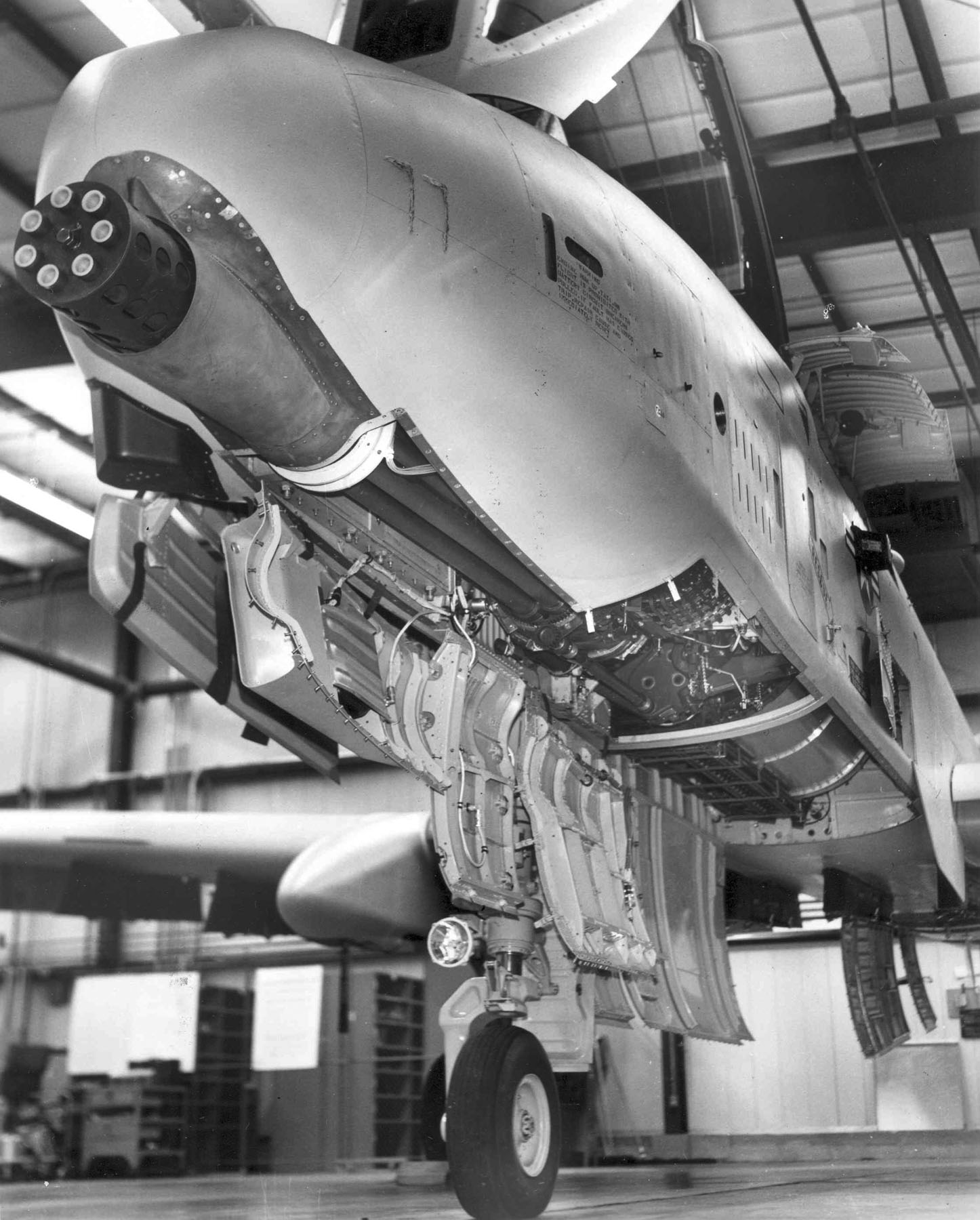
GAU-8\A zamontowany na samolocie A-10
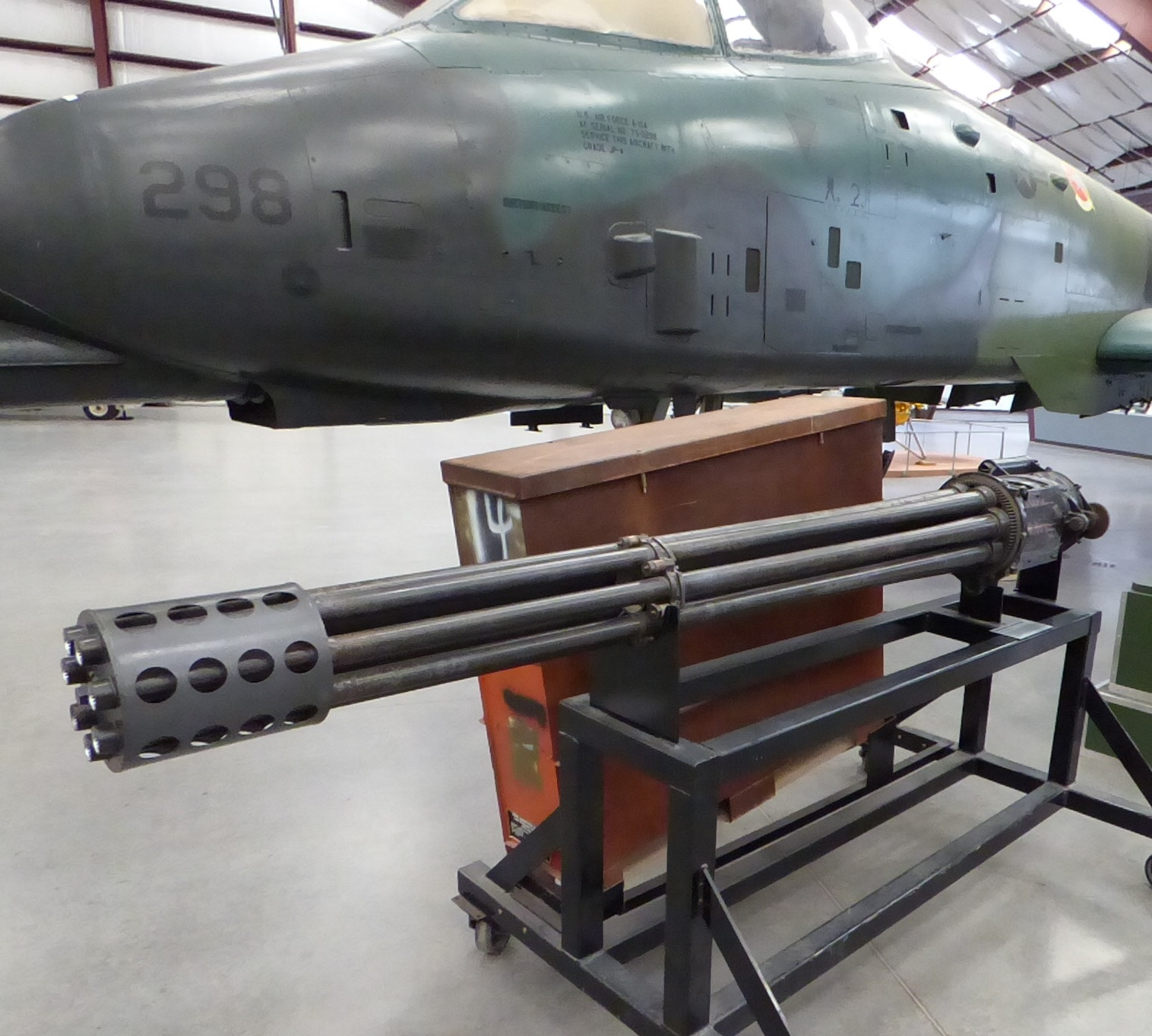
Armata GAU-8/A bez systemu podawania amunicji
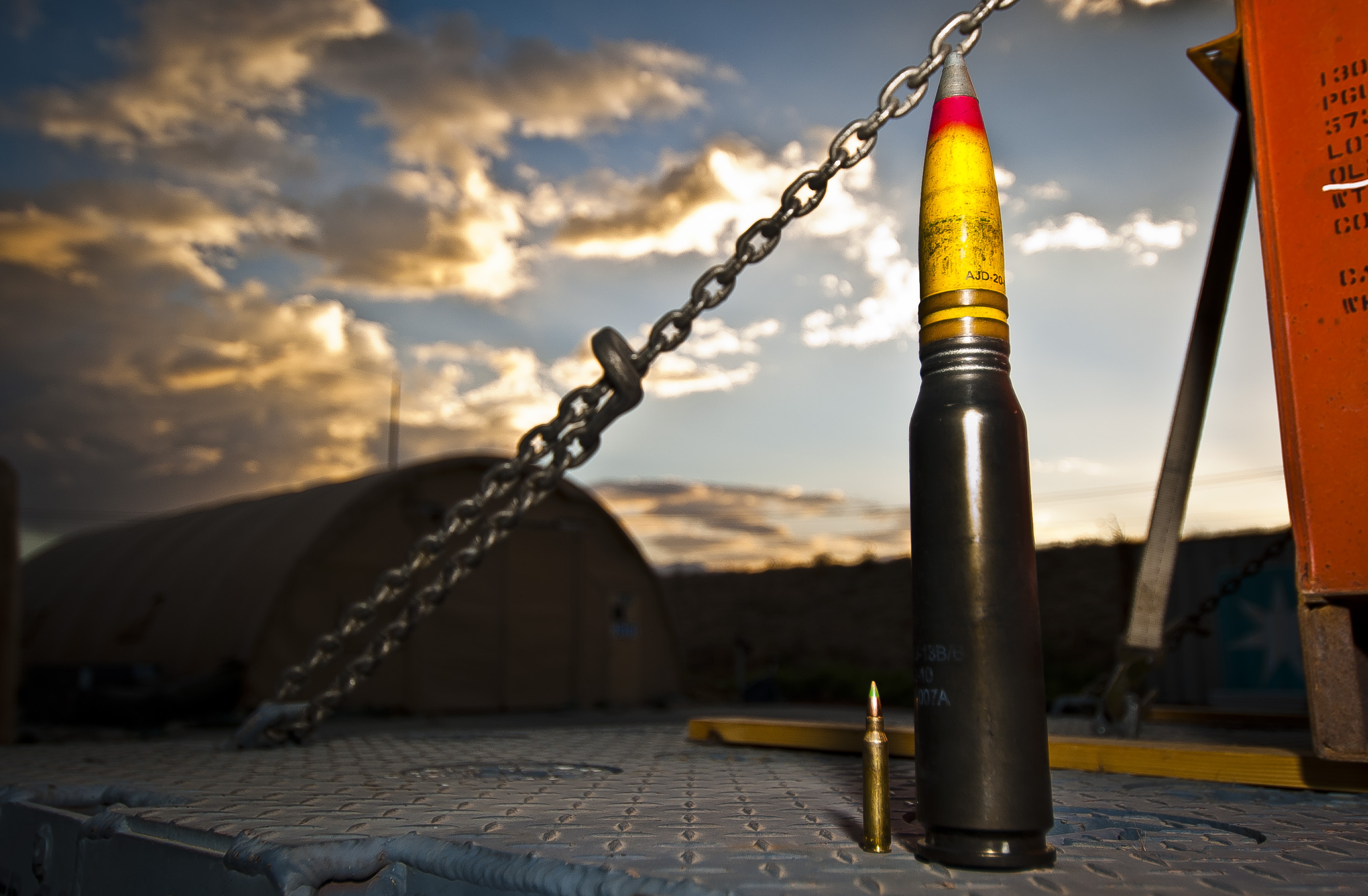
Nabój 30 × 173 mm w porównaniu do 5,56 × 45 mm
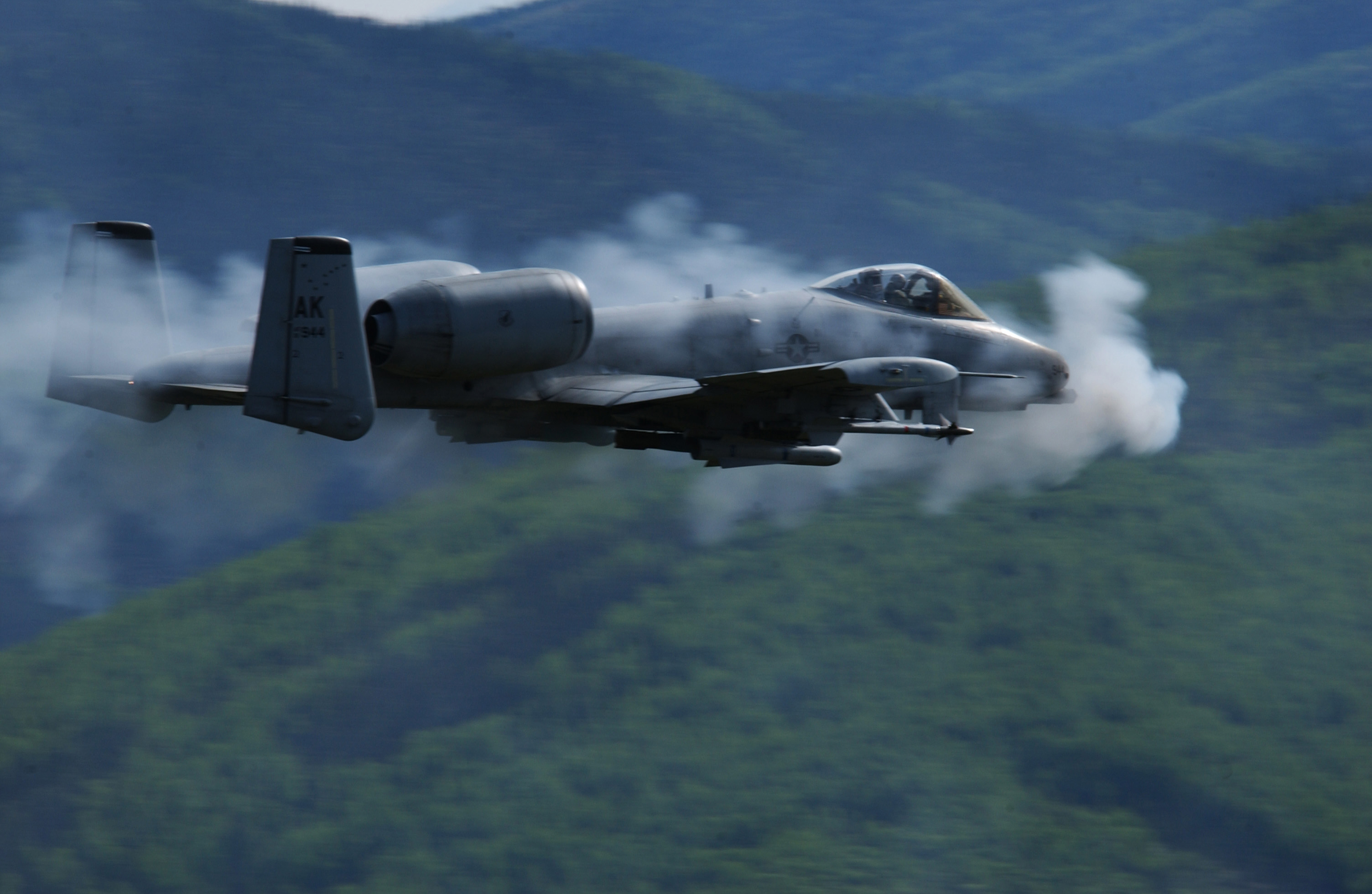
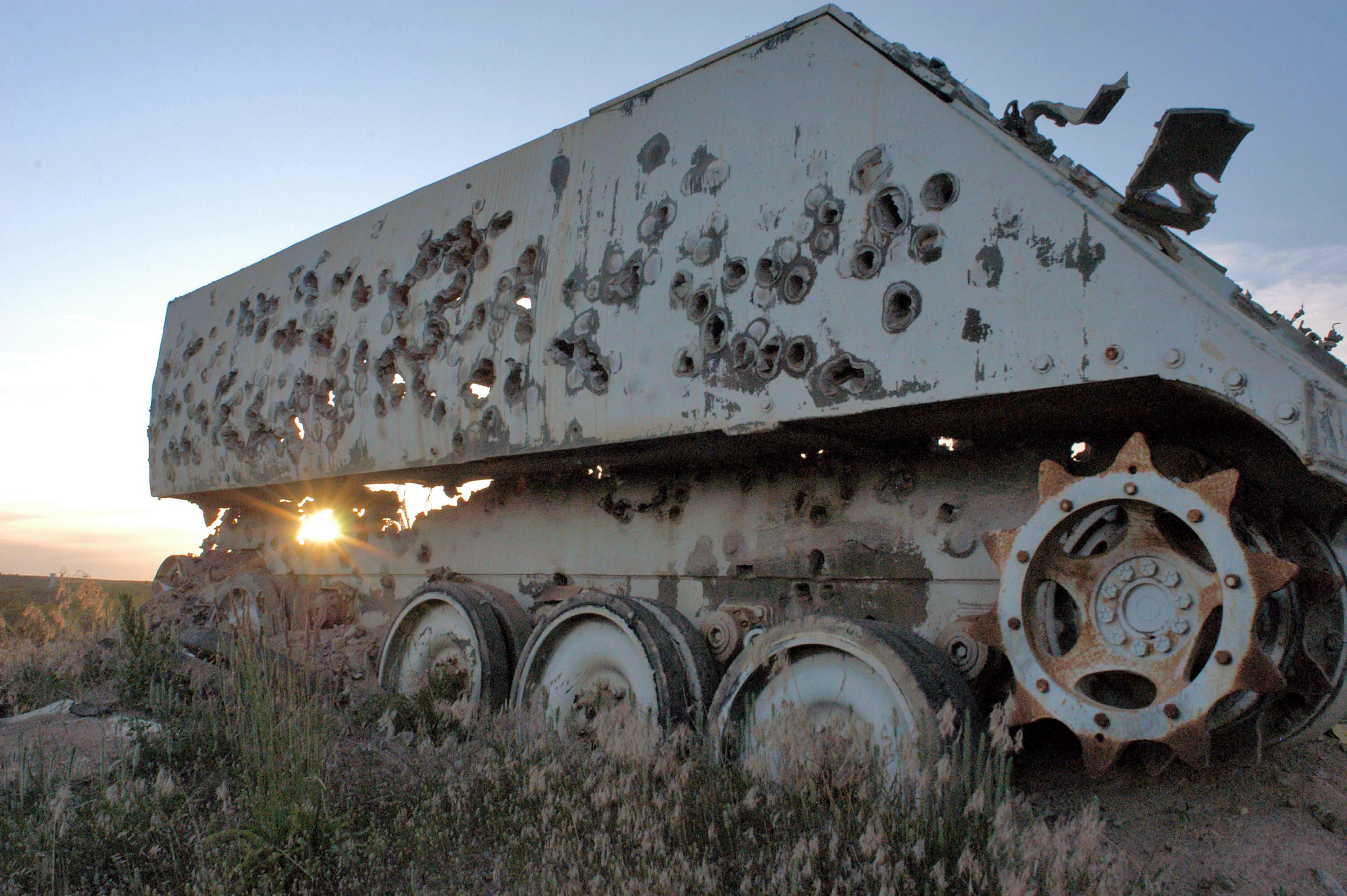
Cel trafiony z działka GAU-8
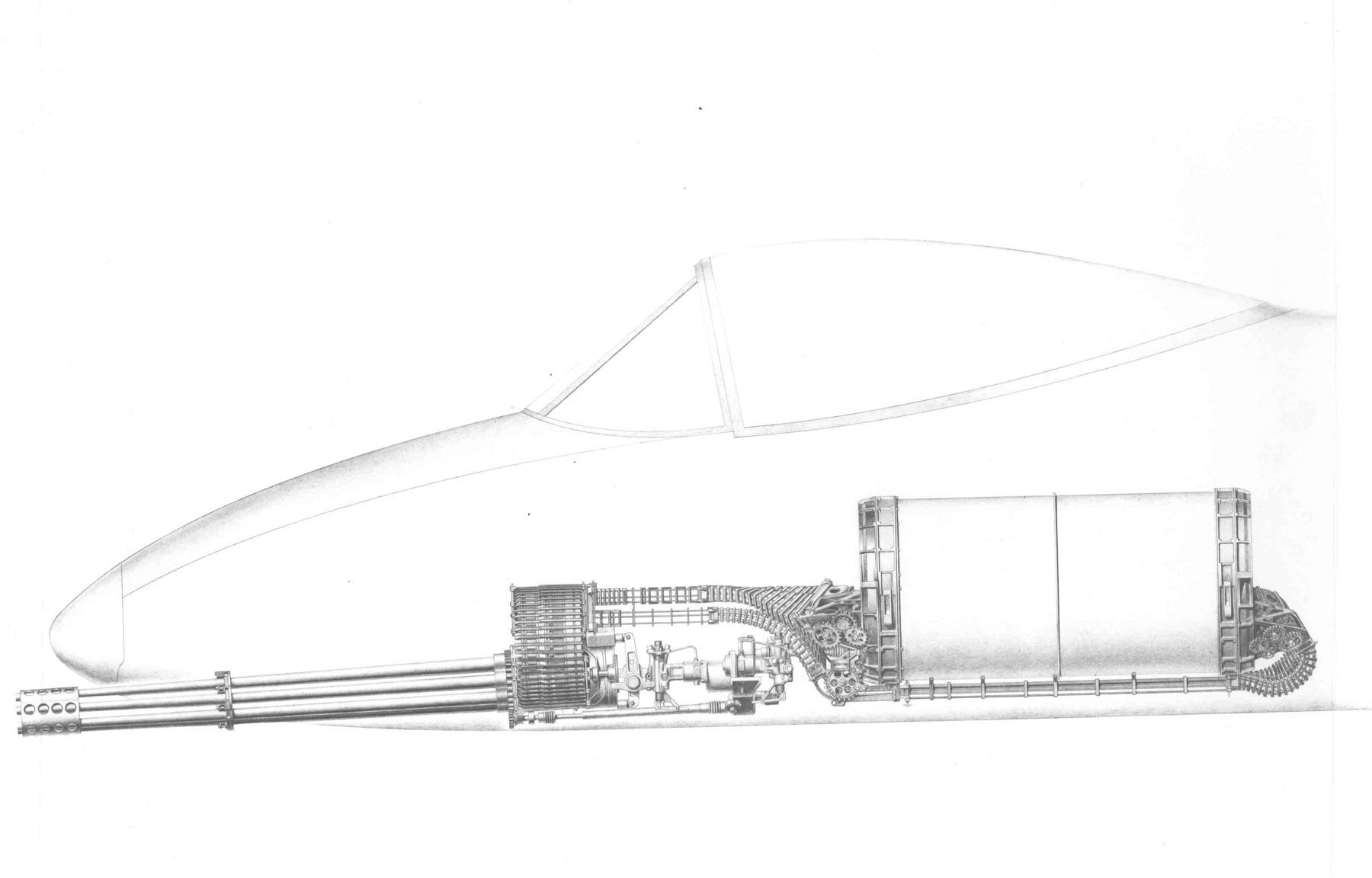
Ustawienie działka GAU-8 w samolocie A-10
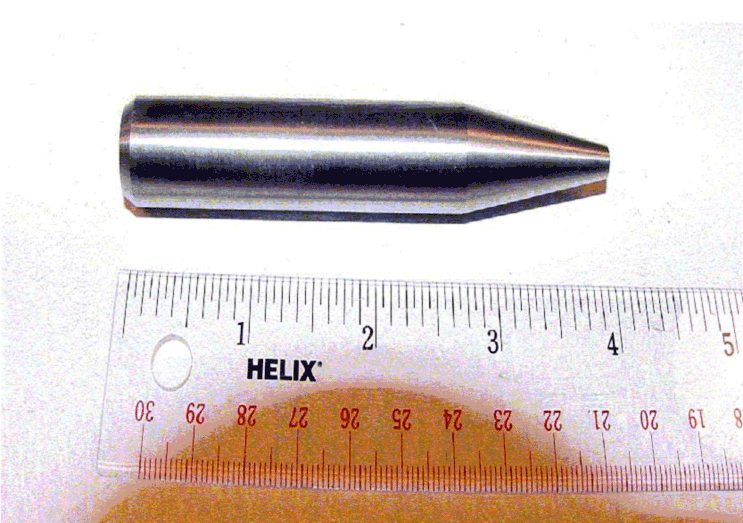
penetrator z amunicji API 30 × 173 mm